# Christine Kelly
Pour les articles homonymes, voir Kelly.
Christine Kelly, née le 13 juillet 1969 à Lamentin (Guadeloupe), est une animatrice audiovisuelle, journaliste et écrivaine française.
Travaillant dans le secteur des médias à partir de 1992, d'abord en Guadeloupe puis en métropole, elle est membre du Conseil supérieur de l'audiovisuel (CSA) de 2009 à 2015. Elle préside ensuite la fondation Alice Milliat, formation européenne pour le sport féminin.
Sur CNews, elle anime depuis 2019 Face à l'info, une des émissions-phares de la chaîne, adoptant une posture de droite dure.

## Biographie

### Origines et enfance

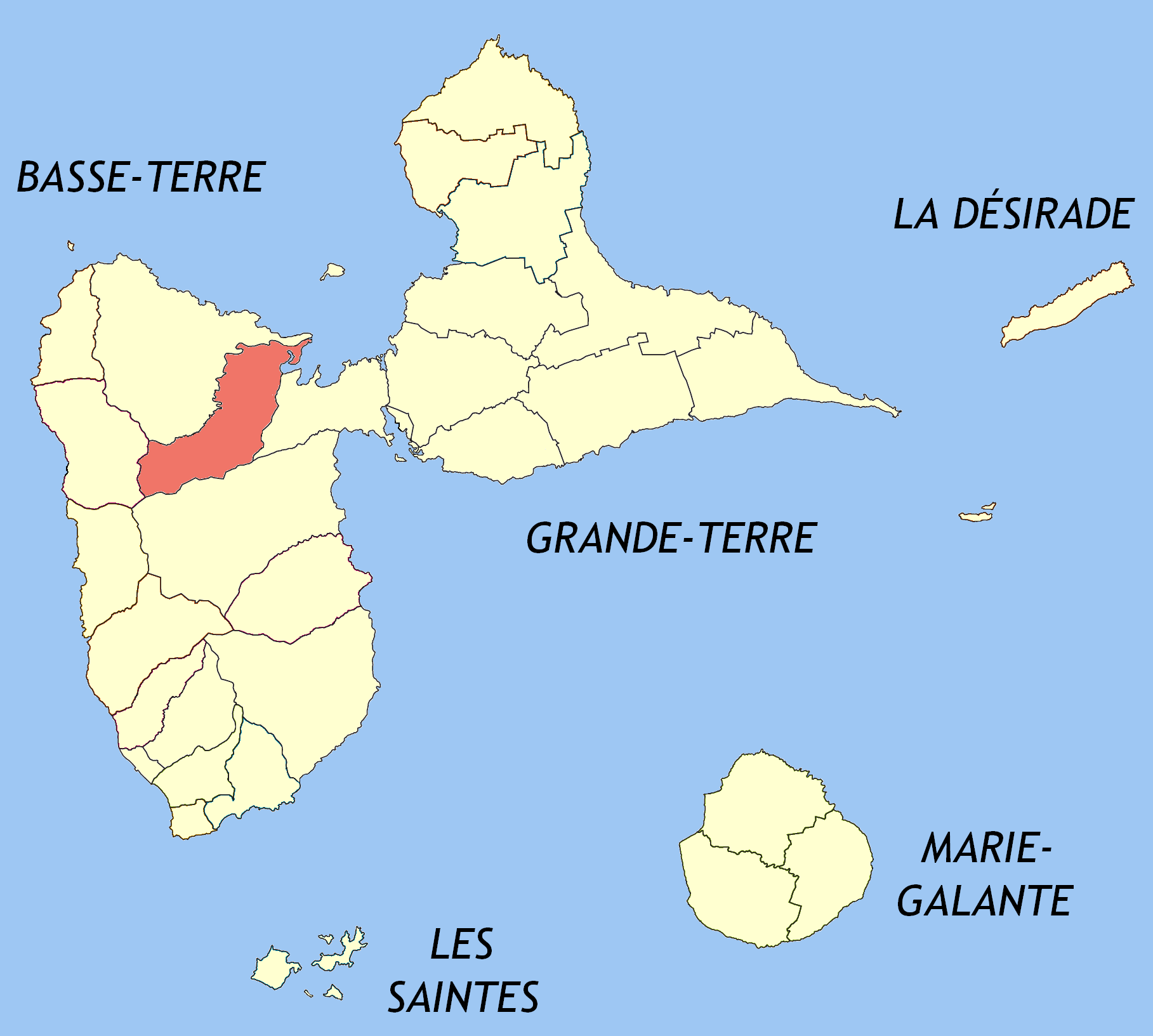
Commune du Lamentin (Guadeloupe).

Christine Kelly est née sous le nom de Christine Eugénie Tigiffon le 13 juillet 1969 à Lamentin en Guadeloupe. Fille d’enseignants habitant un logement de fonction dans une école, Christine Tigiffon grandit ensuite dans une maison construite par ses parents à Lamentin,. Elle est la deuxième enfant d'une fratrie de quatre.
Enfant battue, elle fera part de maltraitances subies dans un climat malveillant durant sa prime enfance, entre une mère violente et un père alcoolique,,. Sa mère quitte la Guadeloupe avec ses enfants pour s'installer chez des cousins à Paris ; son père, devenu sobre, les rejoint un an plus tard.
Après plusieurs tentatives de suicide, Christine Kelly quitte le foyer parental à l'âge de 20 ans,.

### Carrière professionnelle
Après une licence maths-physique, Christine Kelly se destine initialement à être hôtesse de l'air mais renonce à cette idée pour se tourner, encore sans formation, vers la télévision. 

#### Animatrice dans les médias guadeloupéens (1992-1996)
En 1992, Christine Kelly rejoint la télévision privée Archipel 4, en Guadeloupe, pour y animer Caribscope, un rendez-vous bilingue (français-anglais). En parallèle, elle anime une émission de libre antenne sur la radio K’danse FM. Deux ans plus tard, elle devient présentatrice sur RFO Guadeloupe.

#### Débuts en métropole (1996-2000)
En 1996, Christine Kelly abandonne la présentation pour devenir journaliste, en suivant à 27 ans une formation à l'Institut national de l'audiovisuel puis à l'institut de journalisme Bordeaux-Aquitaine. Elle réalise ensuite des reportages pour plusieurs stations régionales de France 3, en travaillant parallèlement pour le service politique de RFO, la radio Chérie FM et le quotidien Sud Ouest.
En 1997, elle participe à la création de Demain.TV, la chaîne de l'emploi de Canal+ En 1999, elle travaille sur La Chaîne Météo et Voyage.

#### Journaliste à LCI (2000-2009)
En février 2000, elle rejoint la chaîne d'information en continu LCI pour y présenter les journaux du matin, tout en animant une émission mensuelle sur RFO et en devenant consultante pour l'UNESCO. Elle est alors la première présentatrice noire en métropole. De mars 2005 à juillet 2006, elle est la rédactrice en chef et présentatrice d'une émission sur le développement durable, Le Magazine, sur Ushuaïa TV,. 
Après six mois d'enquête pour écrire une biographie de François Fillon, elle retrouve l'antenne en février 2008 pour animer les journaux de l'après-midi sur LCI et coprésenter Terre-Mère, un rendez-vous hebdomadaire sur l'environnement.
À partir de septembre 2008, elle anime LCI Matin week-end, le vendredi de 6 h à 9 h, et les journaux des samedis et dimanches de 6 h 30 à 10 h 30.

#### Membre du CSA (2009-2015)
Le 24 janvier 2009, sans avoir pour autant postulé, elle est nommée au Conseil supérieur de l'audiovisuel (CSA), l'autorité de régulation de l'audiovisuel en France, par Gérard Larcher, alors président du Sénat. Elle est la plus jeune membre du CSA et la première issue d'un territoire d'outre-mer. À cette époque, il est question que Nicolas Sarkozy lui confie une mission gouvernementale voire un portefeuille mais Christine Kelly indique préférer finir son mandat au CSA,. 
Au CSA, Christine Kelly obtient des chaînes de télévision qu'elles sous-titrent leurs programmes pour les sourds et malentendants et baissent le niveau sonore de la publicité, après vingt ans d'attente en France, une première mondiale. Elle demande également aux chaînes d'information de faire des JT en langue des signes, une première en France.
En 2013, sur sa proposition, le CSA assouplit les règles en matière de promotion, et rend possible la citation de Facebook et Twitter à la radio et la télévision, ce qui était jusqu’alors interdit. 
En 2012, elle préconise la réduction de cinq à deux semaines de la période pendant laquelle les candidats à une élection présidentielle ont égalité de temps de parole.
Face au manque de médiatisation du sport féminin dans les médias, Christine Kelly, également présidente de la mission « sports » au Conseil supérieur de l’audiovisuel, décide de créer la première journée internationale du sport féminin dans les médias : 24 heures du sport féminin (2013). Une deuxième édition des 24 heures du sport féminin est organisée par Christine Kelly le 24 janvier 2015.

#### Activités après le CSA (2015-2018)
En 2015, elle lance le projet d'un Musée européen des médias ou Villa Média, dont l'ouverture au public est programmée pour 2019 à Saint-Denis, dont elle devient présidente,. En ligne avec ce projet, elle organise des journées de débat et de réflexions consacrées à l'éducation aux médias, auxquelles participent de nombreuses personnalités. 
Jusqu'en octobre 2020, elle préside la fondation Alice Milliat, seule fondation européenne pour le sport féminin, lancée en 2016 en présence du président de la République François Hollande.
Elle est ambassadrice de l'Euro 2016, nommée au « 11 Tricolore » par François Hollande,.
En mars 2018, elle rejoint l'équipe de Touche pas à mon poste !, sur C8, en tant que chroniqueuse. Durant l'été 2018, elle anime une émission de portraits et retrace le parcours de son invité dans une émission hebdomadaire diffusée le dimanche sur RTL. De plus, elle anime un débat quotidien sur CNews (chaîne au sein de laquelle elle intervient dans l'émission Punchline en compagnie de Laurence Ferrari) à la mi-journée, toujours durant l'été. Depuis la rentrée 2018, elle est également chroniqueuse régulière sur le nouveau magazine de Cyril Hanouna Balance ton post !, sur C8.

#### Animatrice deFace à l'info(depuis 2019)
À partir de la rentrée 2019, Christine Kelly anime sur CNews l'émission Face à l'info, qui est diffusée de 19 à 20 heures du lundi au vendredi.
L’émission fait polémique en raison de la place accordée à l'écrivain et polémiste d’extrême droite Éric Zemmour. Dès son lancement, des personnalités annoncent boycotter la chaîne, tandis que Christine Kelly reçoit des menaces de mort,. Elle fait l’objet de nombreuses pressions et critiques, ses détracteurs l'estimant trop complaisante avec les idées exprimées par son chroniqueur. Elle a publiquement pris ses distances[Quand ?] avec les opinions[Lesquelles ?] d’Éric Zemmour.
Rapidement, Face à l’info devient l’émission-phare de la chaîne télévisée et réalise des audiences records, ce qui permet à CNews d’arriver en tête des chaînes d'information en continu sur cette tranche horaire, devant BFM TV,. Selon le service CheckNews de Libération, elle y assène les idées de la droite dure en l’absence de tout contradicteur, en « enchaînant fake news et affirmations non ou mal sourcées ».
À partir de janvier 2021, Christine Kelly anime chaque dimanche sur CNews l'émission La Belle Histoire de France, en compagnie de Franck Ferrand et Marc Menant. 
En novembre 2021, Christine Kelly porte plainte après avoir reçu des menaces de mort par SMS. En janvier 2022, l'affaire est saisie par le parquet de Paris. Le harceleur est condamné en octobre de la même année, à 18 mois de prison avec sursis, un stage de citoyenneté contre le cyberharcèlement et une interdiction d'entrer en contact direct et indirect avec Christine Kelly durant cinq ans[réf. nécessaire].
En avril 2023, elle devient marraine du média en ligne Factuel, orienté « nettement à droite »,.
Par sa décision du 17 janvier 2024, l'Arcom sanctionne CNews à hauteur de 50 000 euros pour le Face à l’info du 26 septembre 2022, animé par Christine Kelly, en raison d’un manquement à l’obligation d’honnêteté et de rigueur dans la présentation et le traitement de l’information,.

### Engagements associatifs
À partir de 2006, Christine Kelly est membre du comité d'orientation de l'agence Reporters d'espoirs.
Elle crée, en avril 2010, la Fondation K d’urgences, sous l’égide de la Fondation de France, une entité consacrée à l’aide des familles monoparentales. Cet engagement fait écho à une partie de sa propre enfance, pendant laquelle elle a fait l'objet de maltraitance et s'était retrouvée seule avec son frère et sa mère,.
Un fonctionnement de speed-dating gratuit a été mis en place par cette fondation entre des huissiers de justice et des familles monoparentales pour que ces dernières puissent récupérer les pensions alimentaires non payées,. Elle est soutenue, entre autres, par Charles Aznavour, Claire Chazal et Michel Drucker. La fondation organise chaque année la journée K, qui accueille près de 3 000 familles, en faisant le plus grand rassemblement de familles monoparentales en France. En 2017, la cinquième édition de la journée K a été organisée sous le patronage de Valérie Pécresse, présidente de la région Île-de-France,.
Début 2013, Christine Kelly fait dix propositions pour aider les familles monoparentales qu'elle remet à François Hollande. En juin 2014, elle lance la charte de la monoparentalité, qui est signée par 22 entreprises, en faveur de l'emploi pour les familles monoparentales.

## Résumé de ses activités professionnelles

### Publications
- L'Affaire Flactif : enquête sur la tuerie du Grand-Bornand, Paris, éditions Calmann-Lévy, 11 mai 2006, 224 p. (ISBN 2-7021-3655-9)Enquête sur le meurtre de Xavier Flactif et sa famille le 12 avril 2003 (affaire Flactif)[50]
- François Fillon : le secret et l’ambition, Paris, éditions du Moment, 15 novembre 2007, 345 p. (ISBN 978-2-35417-020-2 et 2-35417-020-3)Première biographie du Premier ministre français[51]
- Avec William Gallas, La Parole est à la défense, Paris, éditions du Moment, 21 novembre 2008, 175 p. (ISBN 978-2-35417-035-6 et 2-35417-035-1)Autobiographie du footballeur William Gallas, en collaboration avec Christine Kelly[52]
- Le Scandale du silence : familles monoparentales, Paris, éditions Léo Scheer, coll. « Documents », 14 mars 2012, 213 p. (ISBN 978-2-7561-0368-6)
- Invitée surprise, Paris, éditions du Moment, 18 novembre 2015, 220 p. (ISBN 978-2-35417-455-2 et 2-35417-455-1)
- François Fillon : les coulisses d'une ascension, L'Archipel, 2017
- Libertés sans expression, Paris, Cherche Midi, 9 juin 2022, 157 p. (ISBN 978-2-7491-7219-4)
- avec Marc Menant, Ces destins qui ont fait l’Histoire, Paris, Plon, novembre 2023, 240 p. (ISBN 978-225931763-4)
- Femmes en politique : premier bilan, Cherche Midi, 2024 (ISBN 978-2-7491-7828-8)

### Parcours dans les médias
- 1992-1996 : Caribscope sur Archipel 4
- 1997 : animatrice sur Demain TV
- 1999 : animatrice sur La Chaîne Météo
- 1999 : animatrice sur Voyage
- 2000 : animatrice sur RFO
- 2000-2007 : journaux du matin sur LCI
- 2005-2006 : Le Magazine sur Ushuaïa TV
- 2008-2009 : LCI Matin week-end sur LCI
- 2008-2009 : journaux du samedi au dimanche de 6 h 30 à 10 h 30 sur LCI
- 2018 : Et si : animatrice sur RTL
- 2018-2019 : Touche pas à mon poste ! sur C8
- 2018-2019 : Débat sur CNews
- 2018-2020 : Balance ton post ! sur C8
- 2019 : Présumé innocent sur C8
- Depuis 2019 : Face à l'info sur CNews
- 2021-2022 : La Belle Histoire de France sur CNews
- 2023 : Mourir n'est pas tuer : le débat sur C8
- 2024 : Familles monoparentales : leur combat au quotidien sur C8
- 2025 : En immersion : ces français qui luttent sur C8

## Distinctions

### Décorations
- 2010 :  Chevalier de l'ordre national du Mérite[53].
- 2021 :  Officier de l'ordre national du Mérite[54].

### Récompenses
- 2002 : prix de la meilleure journaliste de BlackWorld Victories Awards[55].
- 2003 : prix de la European Federation of Black Women Business Owners, remis à Londres lors d'une soirée de gala des femmes d'affaires noires d'Europe parrainée par Cherie Blair[56].
- 2004 : trophée Africagora des femmes[11].
- 2008 : prix de la biographie politique pour François Fillon, le secret et l'ambition lors de la 13e édition de la Forêt des livres[57],[9].
- 2010 : prix du Gotha Noir de la catégorie « Hauts cadres » pour la promotion de l'égalité des chances des Noirs et de la diversité culturelle afro-caribéenne[réf. nécessaire].
- 2021 : Grand Prix humanitaire de France.
- 2024 : Prix Richelieu décerné par l'association Défense de la langue française.